# Eleição municipal de Maricá em 2020
A eleição municipal de Maricá de 2020 ocorreu no dia 15 de novembro, em turno único, com o objetivo de eleger um prefeito, um vice-prefeito e mais 17 (dezessete) vereadores responsáveis pela administração da cidade para o mandato a se iniciar em 1° de janeiro de 2021 e com término em 31 de dezembro de 2024.
Originalmente, as eleições ocorreriam em 4 de outubro (primeiro turno) e 25 de outubro (segundo turno, para cidades com mais de 200 mil eleitores), porém, com o agravamento da pandemia do novo coronavírus (SARS-CoV-2), causador da Covid-19, as datas foram modificadas com a promulgação da Emenda Constitucional nº 107/2020.
O processo eleitoral de 2020 foi marcado pela sucessão para o cargo ocupado pelo prefeito Fabiano Horta, do PT, que foi reeleito com 88,09% dos votos válidos, um dos maiores percentuais do estado do Rio de Janeiro e do Brasil. Em segundo lugar ficou o empresário Ciro Fontoura, candidato do Republicanos, com 5,98% dos votos, seguido pelo administrador Cesar Augusto, do PMN, com 3,54%, e pelo vereador Chiquinho, do PSDB, com 2,38% dos votos válidos. 17 vereadores foram eleitos -sendo 10 deles reeleitos, 5 estreantes e 2 que eram suplentes que haviam assumido durante a legislatura (2017-2020) e foram reeleitos.

## Contexto político e pandemia
As eleições municipais de 2020 estão sendo marcadas, antes mesmo de iniciada a campanha oficial, pela pandemia do coronavírus SARS-CoV-2 (causador da COVID-19), o que está fazendo com que os partidos remodelem suas metodologias de pré-campanha. O Tribunal Superior Eleitoral (TSE) autorizou os partidos a realizarem as convenções para escolha de candidatos aos escrutínios por meio de plataformas digitais de transmissão, para evitar aglomerações que possam proliferar o vírus. Alguns partidos recorreram a mídias digitais para lançar suas pré-candidaturas. Além disso, a partir deste pleito, será colocada em prática a Emenda Constitucional 97/2017, que proíbe a celebração de coligações partidárias para as eleições legislativas, o que pode gerar um inchaço de candidatos ao legislativo. Conforme reportagem publicada pelo jornal Brasil de Fato em 11 de fevereiro de 2020, o país poderá ultrapassar a marca de 1 milhão de candidatos a prefeito, vice-prefeito e vereador neste escrutínio, o que não seria necessariamente bom, na opinião do professor Carlos Machado, da UnB (Universidade de Brasília): “Temos o hábito de criticar de forma intensa a coligação partidária, sem parar para refletir sobre os elementos positivos dela. O número de candidatos que um partido pode apresentar numa eleição, varia se ele estiver dentro de uma coligação, porque quando os partidos participam de uma coligação, eles são considerados como um único partido", afirmou Machado na reportagem.

## Candidatos à Prefeitura[7]
| Candidato(a) a prefeito(a) | Candidato(a) a prefeito(a)   | Candidato(a) a vice-prefeito(a) | Candidato(a) a vice-prefeito(a)    | Nº | Coligação/Partido                                                  |
| -------------------------- | ---------------------------- | ------------------------------- | ---------------------------------- | -- | ------------------------------------------------------------------ |
|                            | Ciro Fontoura (Republicanos) |                                 | Major Fábio Cavalcante (PRTB)      | 10 | Maricá Merece Mais Republicanos, PRTB e PTB                        |
|                            | Fabiano Horta (PT)           |                                 | Diego Zeidan (PT)                  | 13 | O Futuro A Gente Faz Agora PT, PCdoB, PDT, Cidadania, MDB e Avante |
|                            | César Augusto (PMN)          |                                 | Jean Carlo (PMN)                   | 33 | Sem coligação                                                      |
|                            | Chiquinho (PSDB)             |                                 | Profª Érika Passos (Solidariedade) | 45 | Juntos com a Força do Povo PSDB, Solidariedade e PSL               |

| Partidos sem candidato e sem coligação à prefeitura | PP, PSTU, Rede, Podemos, PSC, PCB, PL, DEM, DC, PCO, Novo, PTC, PSB, PV, PSOL, Patriota, PSD, UP e PROS |

## Vereadores eleitos
| Candidato(a)       | Partido      | Votação |
| ------------------ | ------------ | ------- |
| Aldair de Linda    | PT           | 4469    |
| Casquinha          | MDB          | 3305    |
| Helter Ferreira    | PT           | 2753    |
| Marcus Bambam      | PCdoB        | 2690    |
| Xandi de Bambuí    | PCdoB        | 2588    |
| Filipe Bittencourt | MDB          | 2386    |
| Tatai do Sacolão   | Cidadania    | 2290    |
| Jorge Castor       | PT           | 2265    |
| Dr. Richard        | PCdoB        | 2167    |
| Hadesch            | PT           | 2061    |
| Frank Costa        | Avante       | 2019    |
| Julio Carolino     | PDT          | 1829    |
| Babute             | PDT          | 1779    |
| Danilo Santos      | PDT          | 1712    |
| Robson Dutra       | PSD          | 1698    |
| Ricardinho Netuno  | Republicanos | 1647    |
| Adelso Pereira     | Avante       | 1396    |